# سيل بند (قلعة بيابان)
سيل بند (بالفارسية: سیل بند) هي قرية تقع في إيران في البلدة المركزية. يقدر عدد سكانها بـ 233 نسمة .